# Forças Armadas do Povo Congolês
Forças Armadas do Povo Congolês (em francês:  Forces armées du Peuple congolais, FAPC) foram um grupo rebelde baseado na região de Ituri, na República Democrática do Congo, entre aproximadamente 2003 e 2005. Foi um beligerante no conflito de Ituri. No seu auge, o grupo possuiu aproximadamente 2.000 a 3.000 combatentes. 
As Forças Armadas do Povo Congolês foram formadas em março de 2003. O grupo foi apoiado pelo governo ugandense de Yoweri Museveni, que estava tentando sustentar seus próprios interesses no leste do Congo após sua retirada militar formal da região em 2002.  Originalmente, o governo ugandense havia apoiado o grupo rebelde União dos Patriotas Congoleses (Union des Patriotes Congolais, UPC), mas as relações foram rompidas depois que a UPC buscou ajuda do regime ruandês.  As FAPC foram fundadas e lideradas por Jérôme Kakwavu, um ex-membro de vários grupos rebeldes, incluindo a UPC, com o apoio do general ugandense Salim Saleh.  A milícia esteve operacional em torno de Aru, Ariwara e Mahagi ao longo da seção da fronteira congolesa-ugandense ao norte do Lago Albert. A região é conhecida por ter ricos recursos de ouro e madeira. 
Ao contrário da maioria dos grupos rebeldes ativos no leste do Congo, as FAPC não invadiram ou intimidaram populações civis e, ao invés disso, tentaram criar uma administração similar a estatal para arrecadar dinheiro.  Não pretendia derrubar o governo congolês, mas manter o controle da região fronteiriça que ocupava.  O grupo priorizou o comércio e o contrabando transfronteiriço de minerais de conflito, especialmente o ouro, para Uganda, o que correspondiam a uma estimativa de 1 a 2 milhões de dólares estadunidenses a cada mês em 2004. 
Sob pressão da MONUC, a missão de manutenção da paz das Nações Unidas, as FAPC foram forçadas a se dissolverem.  O processo começou em 6 de março de 2005 e alguns de seus membros, incluindo Kakwavu, foram integrados às Forças Armadas da República Democrática do Congo. Alguns rebeldes das FAPC fugiram para o exílio. 